# Clan Horio

Mon du clan Horio.

Le clan Horio (堀尾 氏, Horio-shi) était une famille de daimyos de l'époque d'Edo.

## Histoire

### Origines
Horio Yasuharu  (堀尾 泰晴) ou Yoshihisa (吉久), était un samouraï originaire de la province d'Owari. Il eut notamment pour enfant Horio Yoshiharu en 1543.

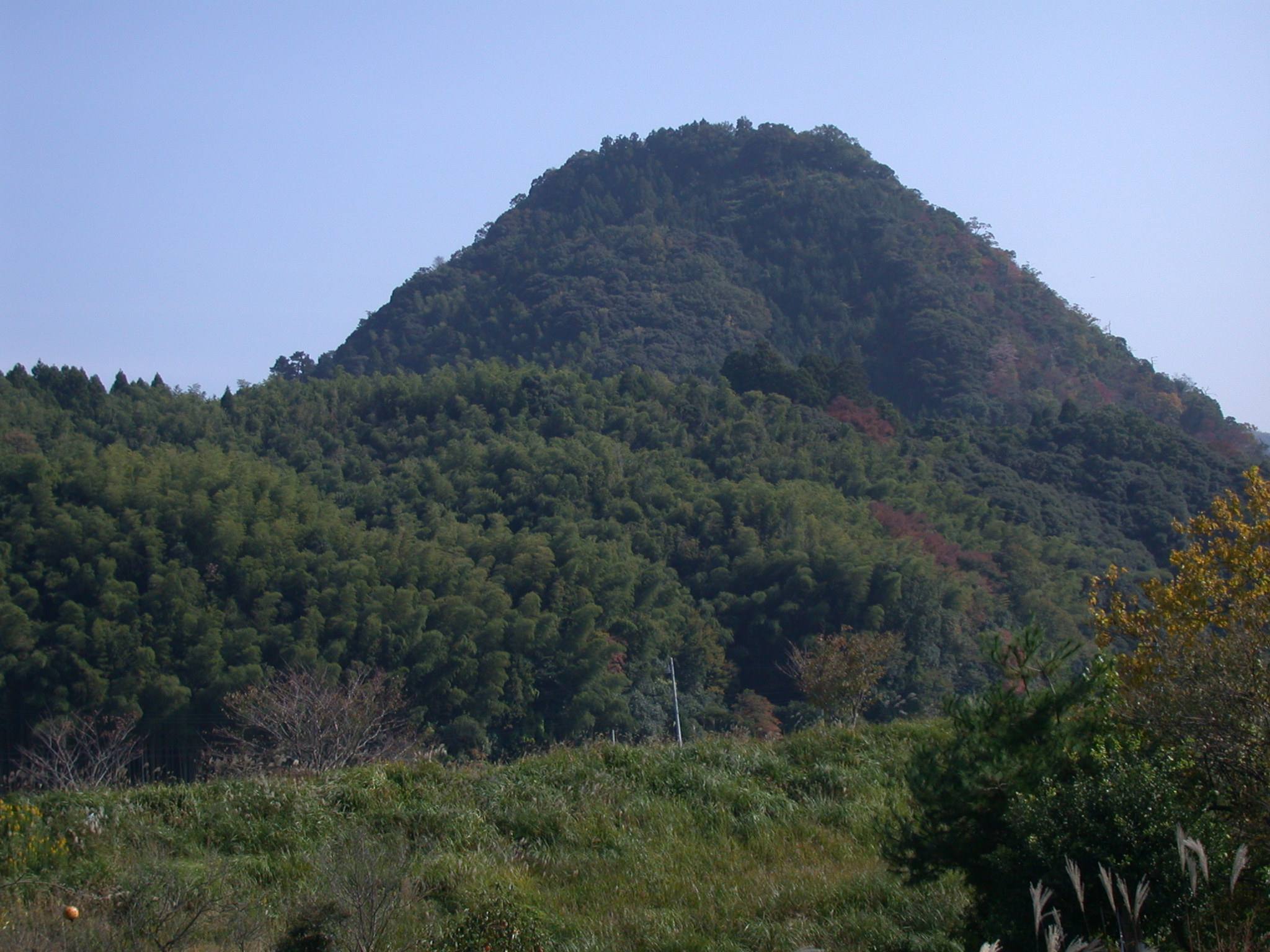
Le.

Yoshiharu se plaça sous les ordres de Toyotomi Hideyoshi qui lui confia les châteaux de Takahama puis de Hamamatsu où il lui attribua 60 000 koku et le nomma chūrō (中老). En 1590, il fonda le temple familial Shunkō-in, situé à Hanazono, district d'Ukyo, dans la préfecture de Kyoto.
Yoshiharu s'allia par la suite à Tokugawa Ieyasu et partit en campagne à ses côtés en 1600. Il aurait dû combattre à la bataille de Sekigahara. Cependant, il en fut empêché à cause d'une blessure infligée par Kaganoi Shigemochi. Ce fut donc son fils Horio Tadauji qui participa aux combats. En récompense, Ieyasu lui offrit le château de Gassantoda (月山富田城, Gassantoda-jō) (ou Toda) avec le titre de daimyo des provinces d'Izumo et Oki et 235 000 koku.
Tadauji mourut prématurément en 1604, laissant le domaine à son fils Tadaharu, alors trop jeune pour exercer pleinement sa charge. Cela contraint Yoshiharu, qui s'était retiré au profit de Tadauji, à assurer la régence du domaine.

### Le domaine de Matsue

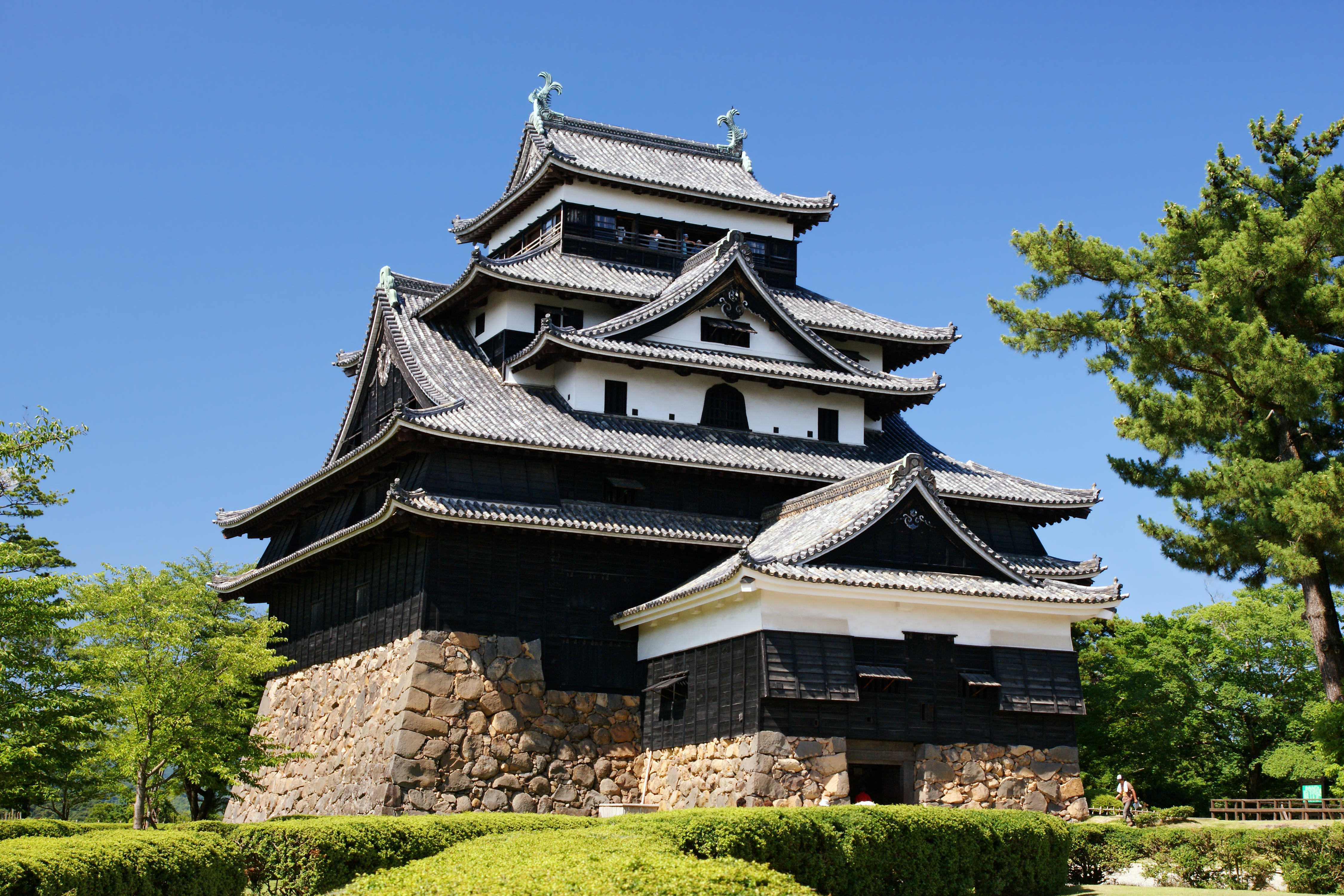
Le.

Le château de Gassantoda était situé dans les montagnes de la province d'Izumo. De 1607 à 1611, Yoshiharu fit construire un nouveau château, plus proche de la côte, à Matsue. La qualité des matériaux de construction semble attester de moyens assez modestes. Le château donné par Tokugawa Ieyasu fut alors abandonné en 1611 et le domaine cédé devint désormais le domaine de Matsue, organisé autour de son jōkamachi (ville-château).
En 1611, Horio Yoshiharu décéda en laissant le pouvoir à son petit-fils, Tadaharu. Celui-ci n'ayant aucun héritier, le domaine fut redistribué à sa mort, en 1633, par le shogun Tokugawa Iemitsu, à Kyōgoku Tadataka.

## Membres du clan
- Horio Yoshiharu (堀尾 吉晴?) (1543-26 juillet 1611)
- Horio Tadauji (堀尾 忠氏?) (1578-8 août 1604)
- Horio Tadaharu (堀尾 忠晴?) (1596-26 octobre 1633)

## Galerie de membres du clan
|                              |
| Horio Yoshiharu (堀尾 吉晴). |

|                            |
| Horio Tadauji (堀尾 忠氏). |

|                             |
| Horio Tadaharu (堀尾 忠晴). |